# آغاز دوباره
«آغاز دوباره» (انگلیسی: Begin Again) ترانه‌ای از خواننده-ترانه‌سرای آمریکایی تیلور سوئیفت است که برای چهارمین آلبوم استودیویی‌اش، سرخ (۲۰۱۲)، نوشت و ضبط کرد. این ترانه در ۱ اکتبر ۲۰۱۲ به‌عنوان دومین تک‌آهنگ از آلبوم به‌وسیلهٔ بیگ مشین منتشر شد. «آغاز دوباره» به‌تهیه‌کنندگی سوئیفت، دن هاف و نیتن چپمن، بالادی سافت راک و کانتری آرام با گیتار آکوستیک، گیتار هاوایی و سازهای کوبه‌ای است. اشعار آن در مورد عاشق شدن دوباره پس رابطهٔ پیشین شکست‌خورده و خطرناک است.
منتقدان موسیقی از ساختار آرام و ترانه‌سرایی روایی آن تعریف کردند و دیدگاه بالغانهٔ سوئیفت در خصوصِ عشق مورد استقبال قرار گرفت. «آغاز دوباره» در سال ۲۰۱۴ نامزد بهترین ترانهٔ کانتری در پنجاه و ششمین مراسم جایزه گرمی شد. این ترانه در ایالات متحده به رتبهٔ هفتم جدول بیلبورد هات ۱۰۰ رسید و از طرف انجمن صنعت ضبط موسیقی آمریکا گواهی‌نامهٔ پلاتین کسب کرد. این ترانه به رتبهٔ چهارم هات ۱۰۰ کانادا رسید و از میوزیک کانادا گواهی‌نامهٔ طلا دریافت کرد.
موزیک ویدئوی همراه «آغاز دوباره» توسط فیلیپ آندلمن کارگردانی شد. این ویدیو که در پاریس ضبط شد، سوئیفت را در حال قدم زدن در شهر با معشوقه‌اش به تصویر می‌کشد. سوئیفت این ترانه را به صورت زنده در جوایز انجمن موسیقی کانتری ۲۰۱۲ اجرا کرد و آن را در فهرست اجراهای تور سرخ (۲۰۱۳–۲۰۱۴) قرار داد. او نسخهٔ مجدد ضبط‌شدهٔ این ترانه، تحت عنوان «آغاز دوباره (نسخهٔ تیلور)» را به‌عنوان بخشی از آلبوم دوباره ضبط‌شدهٔ سرخ (نسخه تیلور) (۲۰۲۱) منتشر کرد.

## پیش‌زمینه و ضبط
سوئیفت با کنایه گفت این ترانه «دربارهٔ زمانی است که از یک رابطهٔ واقعاً بد عبور کرده‌ای و در نهایت خودت را گردگیری می‌کنی و به‌دنبال اولین قرار ملاقات بعد از یک جدایی وحشتناک می‌روی و همچنین آسیب‌پذیری که همراه با همه اینهاست». او این ترانه را در ۲۴ سپتامبر ۲۰۱۲ در صبح بخیر آمریکا اطلاع‌رسانی کرد و روز بعد به‌صورت دیجیتالی از آی‌تیونز منتشر شد. این ترانه در ابتدا به عنوان تک‌آهنگ تبلیغاتی منتشر شد و اولین ترانه از چهار ترانه‌ای بود که چهار هفته قبل از انتشار چهارمین آلبوم استودیویی او، تحت عنوان سرخ منتشر شد. بعداً اعلام شد که این ترانه دومین تک‌آهنگ از سرخ خواهد بود. یک نسخهٔ سی‌دی تک‌آهنگ جداگانه در ۲۳ اکتبر ۲۰۱۲ به‌طور انحصاری برای Amazon.com و فروشگاه رسمی سوئیفت منتشر شد.

## جدول‌ها
| جدول (۲۰۱۲–۲۰۱۳)                           | بالاترین جایگاه |
| ------------------------------------------ | --------------- |
| استرالیا (ای‌آرآی‌ای)                        | ۲۰              |
| کانادا (۱۰۰ تک‌آهنگ داغ کانادا)             | ۴               |
| کانتری کانادا (بیلبورد)                    | ۷               |
| ایرلند (ایرما)                             | ۲۵              |
| ایتالیا (FIMI)                             | ۷۲              |
| نیوزیلند (ریکوردد میوزیک ان‌زد)             | ۱۱              |
| اسکاتلند (اوسی‌سی)                          | ۲۷              |
| اسپانیا (پروموزیک)                         | ۳۵              |
| تک‌آهنگ‌های بریتانیا (اوسی‌سی)                | ۳۰              |
| بیلبورد هات ۱۰۰ ایالات متحده               | ۷               |
| ترانه‌های داغ کانتری ایالات متحده (بیلبورد) | ۱۰              |
| کانتری ایرپلی ایالات متحده (بیلبورد)       | ۳               |

| جدول (۲۰۱۲)                           | جایگاه |
| ------------------------------------- | ------ |
| ترانه‌های کانتری برتر آمریکا (بیلبورد) | ۱۰۰    |

| جدول (۲۰۱۳)                           | جایگاه |
| ------------------------------------- | ------ |
| ایرپلی کانتری آمریکا (بیلبورد)        | ۴۸     |
| ترانه‌های کانتری برتر آمریکا (بیلبورد) | ۵۷     |

## گواهی‌نامه‌ها
| منطقه                            | گواهی  | واحد گواهی‌شده/فروش |
| -------------------------------- | ------ | ------------------ |
| کانادا (میوزیک کانادا)           | طلا    | ۴۰٬۰۰۰*            |
| ایالات متحده (آرآی‌ای‌ای)          | پلاتین | ۱٬۰۰۰٬۰۰۰*         |
| * رقم فروش تنها بر پایهٔ گواهی‌ها. |        |                    |